# آر سي ريفنج
آر سي ريفنج (بالإنجليزية: RC Revenge، انتقام سيارات التحكم عن بعد)‏ وهي معروفة أيضًا باسم ري-فولت 2 و ري-فولت 2: آر سي ريفنج، هي لعبة سباق سيارات صدرت للبلاي ستيشن في عام 2000، تم تطويرها بواسطة استوديوهات اكلايم شلتنهام. وهي تتمة لـ ريفولت. اللعبة تضم 5 عوالم أفلام مختلفة (هورر ورلد وبلانيت ادفنجر وجنغل ورلد واستوديوهات AKLM ومونستر ورلد) يتسابق اللاعب فيها بسيارات الأر سي (التحكم عن بعد) خلال مسارات مختلفة.

## الگيم پلي
هناك أربع اطوار للعب في ار سي ريفنج وهي: طور البطولة، والسباق الفردي، وسباق مؤقت، والسباق متعدد اللاعبين.  يتيح ار سي ريفنج اللاعب حرية الاختيار بين القوارب أو السيارات للسباق. قائمة الخيارات تتضمن عدة خيارات لرؤية وتتبع سجلات السباقات ولتعديل الموسيقى ودرجات الصوت والسطوع وغيرها من الخيارات. الگيم بلي جاء كتعديل لگيم بلي ري-ڤولت ليكون أكثر شبهاً بالعاب الآركيد والعاب سباقات الكارتيڠ المشهورة في ذلك الوقت. مع بقاء إمكانية انقلاب السيارات على عقبها كما ري-ڤولت. تحتوي اللعبة أيضا على خاصية صانع المسارات حيث يمكن للاعبين إنشاء مساراتهم الخاصة، أو لعب مسارات مولدة عشوائيًا والتي يمكن أيضًا تعديلها. هذه الخاصية وجدت أيضا في ري-ڤولت.

## الأسلحة
احتوت اللعبة 11 سلاحًا مختلفًا، يتم التقاطها وتوليدها عشوائيًا عندما يقود المتسابق إلى داخل أيقونة زرقاء عائمة موجودة على طول مسار السباق. مجموعة الاسلحة احتوت على 4 أسلحة جديدة اما الباقي فماخوذ من ري-ڤولت .
- باتري (بطارية): توربو يمنح السيارات دفعة مؤقتة من السرعة.
- روكيت (قاذفة): يمكن تصويبه على اللاعبين ويأتي هذا السلاح في حزمة من 3 صواريخ.
- هيت ري (الشعاع حراري): يشع بشعاع حراري من راس السيارة يحرق أي خصم يلمسه كما يبطئ حركته.
- إلكتريك پولس (نابض كهربائي): ينبض بنبضة كهربائية تهجم أي خصم قريب من السيارة كما يثبط قوت الخصم مؤقتًا.
- اويل سپل (مسرب زيت): يقوم بتسريب مادة نفطية لزجة على المسار خلف السيارة تعمل على إعاقة أي خصم قليل الحظ بالمشي عليه.
- باونسڠ ماينز (الالغام المرتدة): استخدامها يؤدي إلى اطلاق الغام من خلف السيارة ترتد حول المسار لفترة قصيرة حتى يتم ملامستها من شخص ما والذي يؤدي إلى تفجيرها. يمكن أيضًا اصلاقها من أمام السيارة بدلا من خلفها وذلك بالضغط على زر اپ (UP) قبل اطلاقها. يأتي هذا السلاح أيضًا في حزمة من 3.
- شيلد (الدرع): استخدامها يجعل السيارة منيعة للأسلحة لفترة قصيرة. كما يمنح السيارة قوة أكثر.
- واتر بَلون (بالون المياه): يمكن اطلاقها جويا. عند اصطدامها بالخصم، يُحاصر الخصم داخل فقاعة إلى ان ينفجر. يأتي هذا السلاح في حزمة من 3.
- شُك وَيڤ (الهزة الارضية): تحدث هزة في جميع الاتجاهات. أي سيارة في محيط الهزة يتم اصابتها.
- فَيك (الزائف): استخدامه يترك ايقونة التقاط اسلحة زائفة على المسار. أي خصم يقود إلى داخل الرمز سوف لن يتفاجئ بخلو الايقونة من اسلحة وحسب بل وستنفجر قنبلة عليه.
- ألتمت ويپن (السلاح الخارق): له تأثير مماثل لإلكتريك پولس. الا ان الاختلاف يكون في ان السلاح يطلب موجة كهربائية تنتل أي خصم على الطريق.

## التطوير
تم تطوير اللعبة تحت الأسماء ري-فولت 2 و ري-فولت 2: آر سي ريفنج ،  ولكن تم تغيير الاسم إلى ار سي ريفِنج للإصدار النهائي لغرض البساطة.ولكن بالرغم من ذلك فعند حفظ اللعبة في المِموري كارد فان ملف حفظ اللعبة الموجود في قائمة ملفات المِموري كارد يظهر الاسم الاصلي للعبة.
تعد اللعبة أول عنوان طوره استوديو اكلايم للتطوير في شلتنهام.

## ار سي ريفنِج پرو
آر سي ريفنِج پرو هي نسخة محسنة لـ آر سي ريفنِج صدرت للبلاي ستيشن 2 في ديسمبر 2000 في أوروبا ويناير 2001 في أمريكا الشمالية، طورت النسخة الپرو من نفس الاستوديو المطور للنسخة العادية أي استوديو اكلايم شلتنهام. تميزت النسخة المحسنة برسومات محسنة، وصوت ومعدل فريمات أفضل مع بقاء السيارات نفسها من النسخة الاصبلة.

شملت التحسينات أيضا اضفاء ديناميكية إلى البيئات التي لم تكن موجودة في حلبات السباق في النسخة الاصلية، بالإضافة إلى إضافة عالم پايرت ورلد الجديد كليا مع 4 مسارات جديدة. تم تحديث خاصية صانع المسارات أيضًا حيث تم إضافة عناصر صغيرة مستوحاة من عوالم اللعبة الستة لكي يتم إضافتها إلى دورات اللاعب (على سبيل المثال إضافة لافتات مستوحاة عالم هورِر ورلد).  حازت ار سي ريفينج على تقييم «متوسط»، في حين تلقى إصدار الپرو «غير راضية» بشكل عام، وفقًا لموقع تجميع المراجعة ميتاكرتيك. قال جون غاديوسي من مجلة نِكست جِنِرِشن عن اللعبة الاصلية، «انها لعبة مسلية لكل الاعمار، هذه اللعبة الصديقة للأطفال تقدم سباقات جد جدية.» لكن توم روسو العامل في نفس المجلة قال في وقت لاحق عن إصدار الپرو بانه «ليس ان الإصدار سيئ، ولكن هناك استخدامات أفضل بكثير لجهازك الجديد الذي يبلغ سعره 300 دولار». في اليابان، حيث تم نقل اللعبة الأصلية ونشرها بواسطة اكلايم اليابانية في 9 نوفمبر 2000، متبوعًا بالإصدار الپرو في 28 يونيو 2001، اعطتها مجلة فاميتسو درجة 25 من أصل 40 للإصدار الاصلي  و 22 من أصل 40 للإصدار الپرو.